# Trận Grocka
Trận Grocka diễn ra từ ngày 21 đến ngày 22 tháng 7 năm 1739 ở Grocka, thành Beograd, giữa quân Áo và Ottoman. 10 vạn quân Ottoman đã đánh tan tác 4 vạn quân Áo, và chiếm giữ thành phố Beograd (Serbia). Với tổn thất rất lớn, đây là một thất bại thảm hại của nước Áo dưới triều nhà Habsburg trong cuộc chiến tranh chống lại Đế quốc Ottoman, dẫn đến kết thúc chiến tranh với thắng lợi thuộc về Đế quốc Ottoman.
Trận chiến Grocka trở thành một chiến tích hiển hách của Đế quốc Ottoman trong một giai đoạn trì trệ. Chiến thắng oanh liệt này đã thể hiện hiệu quả rất cao của lực lượng Pháo binh Ottoman.

## Diễn biến
Sau những chiến bại của Quân đội Áo trong cuộc chiến tranh chống Đế quốc Ottoman vào năm 1738, triều đình Áo cử Thống chế Wallis lên làm Tổng tư lệnh Ba quân. Tuy nhiên, Wallis đã rất kém cỏi trong việc cầm quân.
Mặc dù quân số ít hơn hẳn, Hoàng đế Karl VI ban lệnh cho Quân đội Áo xung phong chém giết quân thù ngay khi nắm được cơ hội đầu tiên. Vào sáng ngày 21 tháng 7, trận chiến bùng nổ, và kéo dài suốt cả ngày. Quân Áo bị tổn thất hết sức nặng nề. Quân Ottoman, do được trang bị tốt và quân số vượt trội hơn hẳn so với quân Áo, dự định sẽ tiếp tục chiến đấu vào ngày hôm sau, nhưng quân Áo quyết định rút lui vào đêm hôm ấy. Tuy nhiên, vào hôm sau, quân Ottoman tiến hành truy kích, và quân Áo ra hàng.
Tàn binh Áo phải tháo chạy về thành Beograd. Thừa thắng, quân Thổ Ottoman công kích Beograd, buộc viên chỉ huy quân Áo địa phương phải ra đầu hàng.
Sau chiến bại thê thảm tại Grocka, nhà Habsburg phải ký kết Hòa ước Beograd, với chiến thắng hoàn toàn của Đế quốc Thổ Ottoman. Mọi lãnh thổ ở phía Nam sông Sava và sông Danube đều được nhượng cho người Thổ Ottoman.

## Chú giải
1. 1 2 3 4 5  Nicolle, David (1983). Armies of the Ottoman Turks 1300-1774. Osprey Publishing. tr.33-34. ISBN 08504555111/
2. 1 2 3 4 5  Abbott, John Stevens Cabot (1859). The Empire of Austria:Its Rise and Present Power. Rickey, Mallory & Company. tr.406-407
3. ↑  Lund, Eric A. (1999). War for the Every Day:Generals Knowledge, and Warfare in Early Modern Europe, 1680-1740, Greenwood Press. tr.180. ISBN 0313310416.
4. ↑  Bodart, Gaston (1916). Losses of Life in Modern Wars, Austria-Hungary:France. H.Milford, tr.39.
5. 1 2 3  Jeremy Black, European warfare in a global context, 1660-1815, trang 85
6. ↑  Ćirković, Simon M. (2004). The Serbs, Wiley-Blackwell, trang 154. ISBN 0631204717.
7. ↑  Vernon J. Parry, Malcolm Yapp, War, technology and society in the Middle East, trang 254
8. ↑  Vernon J. Parry, Malcolm Yapp, War, technology and society in the Middle East, trang 247
9. 1 2  Jean Bérenger, A History of the Habsburg Empire: 1700-1918, trang 37
10. ↑  Sima M. Ćirković, The Serbs, trang 154